# 埃基尔
埃基尔（法語：Équirre，法語發音：[ekiʁ]）是法国上法蘭西大區加来海峡省的一个市镇，属于阿拉斯区。

## 地理
埃基尔（50°28'21"N, 2°14'12"E）面积4.19 平方千米，位于法国上法蘭西大區加来海峡省，该省份为法国北部沿海省份，西北濒北海，南至索姆省，东临北部省。
与埃基尔接壤的市镇（或旧市镇、城区）包括：普雷德凡、利斯堡、特讷尔、贝尔格讷斯、克雷皮、厄尚。

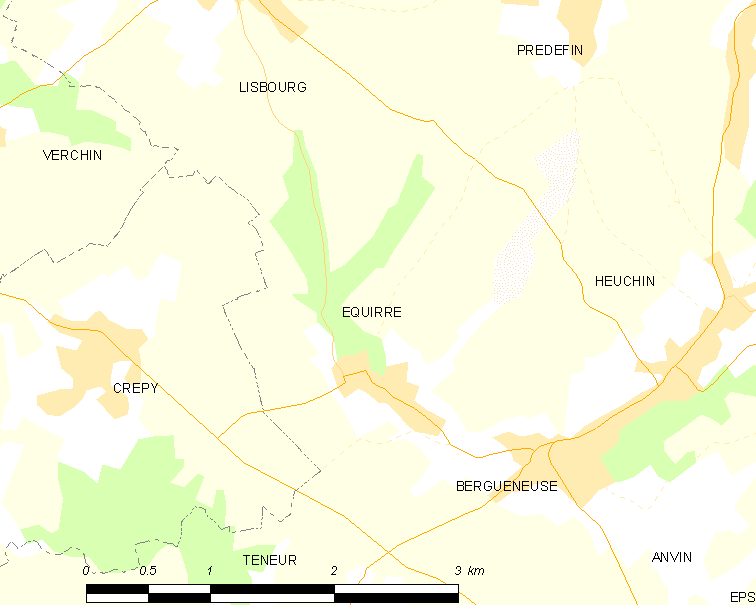
埃基尔的OSM定位图

埃基尔的时区为UTC+01:00、UTC+02:00（夏令时）。

## 行政
埃基尔的邮政编码为62134，INSEE市镇编码为62301。

## 政治
埃基尔所属的省级选区为泰努瓦斯河畔圣波勒县。

## 人口

1962-2008年间埃基尔人口变化图示

埃基尔于2022年1月1日时的人口数量为77人。